# Fatoumata Kébé
Pour les articles homonymes, voir Kébé.
Fatoumata Kébé, née le 26 juin 1985 à Montreuil en Seine-Saint-Denis, est une  astrophysicienne et écrivaine française d'origine malienne. Elle est spécialisée dans l'étude des débris spatiaux.

## Jeunesse et éducation
Fatoumata Kébé naît à Montreuil le 26 juin 1985. Son père, cariste, et sa mère, femme de ménage, sont originaires de la région de Kayes au Mali. Elle grandit à Noisy-le-Sec où elle passe un baccalauréat scientifique. 
Elle s'intéresse à l'espace après avoir découvert l'encyclopédie astronomique de son père à l'âge de huit ans. Après une licence en ingénierie mécanique à l'université Pierre-et-Marie-Curie, elle obtient dans la même université un master en mécanique des fluides, pour lequel elle a passé sa dernière année à étudier l’ingénierie spatiale à l'université de Tokyo. Elle prépare ensuite un doctorat en astronomie à l'Institut de mécanique céleste et de calcul des éphémérides, et soutient en décembre 2016 sa thèse intitulée Étude de l'influence des incréments de vitesse impulsionnels sur les trajectoires de débris spatiaux, à l'université Pierre-et-Marie-Curie. Elle s'intéresse particulièrement aux débris spatiaux issus de la conquête spatiale. 
En 2015, elle est l'un des visages de l'exposition Space Girls Space Women au Musée des Arts et Métiers sur les femmes dans le milieu spatial. Elle est responsable de l'association Éphémérides, qui organise des ateliers d'astronomie dans les quartiers populaires,. Elle fait aussi partie de deux associations qui militent en faveur des carrières féminines dans l'astronomie : Femmes et Sciences et Women in Aerospace.
Elle a lancé le projet entrepreneurial Connected Eco, avec la coopération de femmes au Mali pour optimiser l'usage de l'eau dans l'irrigation,. Le projet a gagné le prix des jeunes innovateurs de l'Union internationale des télécommunications. Elle a été nommée par le magazine Vanity Fair comme l'une des Françaises les plus influentes au monde en 2018. En novembre 2021, elle est nommée chevalier de l'ordre national du Mérite.

## Œuvres

### Vulgarisation scientifique
- Fatoumata Kebe, La Lune est un roman, Paris, Pocket, coll. « Pocket », 2020, 2e éd. (1re éd. 2019) (ISBN 978-2-266-30983-7)
- Fatoumata Kebe, Au-delà du ciel : comprendre l'Univers grâce aux dernières images des télescopes, Les Arènes, 2024 (ISBN 979-10-375-1014-3)

### Anthologie
- Fatoumata Kebe, Lettres à la Lune, Slatkine & Cie, 2020 (ISBN 978-2-88944-154-9)

## Décoration
- Chevalière de l'ordre national du Mérite (décret du 24 novembre 2021)[11]